# Rovni (Stàvropol)
|  | Per a altres significats, vegeu «Rovni». |

Rovni (en rus: Ровный) és un poble (un possiólok) del krai de Stàvropol, a Rússia, que en el cens del 2010 tenia 330 habitants. Pertany al districte rural de Kurskaia.